# Patrick Négrier
Patrick Négrier né le 30 avril 1956 à Aubusson (Creuse) est un philosophe de l'ésotérisme, auteur de nombreux ouvrages sur le symbolisme de la franc-maçonnerie.

## Publications

### Livres sur la voie des rites (franc-maçonnerie et architecture sacrée)
- L'Initiation maçonnique, Paris, Télétès 1991.
- « Introduction » dans J.G. Fichte, Entretiens sur la franc-maçonnerie, traduit de l'allemand par Henri Rochais, Paris, Trédaniel, 1994.
- Textes fondateurs de la Tradition maçonnique (1390-1760), Paris, Grasset, 1995.
- La Franc-maçonnerie d'après ses textes classiques. Anthologie (1599-1967), Paris, Detrad, 1996.
- Le Temple de Salomon et ses origines égyptiennes, Paris, Télétès, 1996.
- Le Temple et sa symbolique. Symbolique cosmique et philosophie de l’architecture sacrée, Paris, Albin Michel, 1997 (trad. en espagnol : Madrid, Kompas 1998).
- La Pensée maçonnique du XIVe au XXe siècle, Monaco, Rocher/Jean-Paul Bertrand, 1998 (trad. en roumain : Bucarest, Libripress 2007).
- La Tradition initiatique. Idées et figures autour de la franc-maçonnerie, Bagnolet, Ivoire-clair, 2001.
- La Bible et l'Égypte. Introduction à l'ésotérisme biblique, Montmorency, Ivoire-clair, 2002.
- L'Eclectisme maçonnique suivi de Herméneutique maçonnique et philosophie biblique, Groslay, Ivoire-clair, 2003.
- Temple de Salomon et diagrammes symboliques. Iconologie des tableaux de loge et du cabinet de réflexion, Groslay, Ivoire-clair, 2004.
- La Tulip. Histoire du rite du Mot de maçon de 1637 à 1730, Groslay, Ivoire-clair, 2005.
- Le Rite des Anciens devoirs. Old charges (1390-1729), Groslay, Ivoire-clair, 2006.
- Art royal et régularité dans la tradition de 1723-1730, Groslay, Ivoire-clair, août 2009
- Les Ziggurats et la Bible, Ed. Ivoire-clair 2011.
- L'Essence de la franc-maçonnerie à travers ses textes fondateurs 1356-1751, Toulouse, Oxus 2018.
- La loge Thébah et le "Mouvement Cosmique", 1901-2000, Hyères, La Pierre philosophale 2019.
- La Pensée maçonnique 1370-1884, Montesson, Numérilivre Editions des Bords de Seine 2022.

### Publications sur la voie des maîtres
- Fray LUIS DE LEON, Poésies, trad. du castillan par Patrick Négrier, Paris, Œil 1986. Préface de Bernard Sesé.
- EVAGRE DU PONT, "Recommandation aux moines" dans La Vie spirituelle no 710, Paris, Cerf 1994, p. 389-393.
- "Des huit esprits de perversité" dans Collectanea cisterciensia no 56, Godewaersvelde 1994, p. 315-330.
- FEIJOO, "Lettre sur les francs-maçons" dans Points de vue initiatiques no 94, Paris, Grande Loge de France 1994, p. 125-138.
- Gurdjieff, maître spirituel. Introduction critique à l'œuvre de Gurdjieff, Paris, L'Originel Charles Antoni 2005.
- Le Travail selon Gurdjieff. L'ennéagramme, la science des Idiots, Groslay, Ed Ivoire-clair, 2008.
- Contre l'homophobie. L'homosexualité dans la Bible, Paris, Cartouche, 2010.
- PARMENIDE D'ELEE, De l'Être, traduit du grec et commenté par Patrick Négrier, Paris, Kimé 2016.
- L'Echelle des Idiots de Gurdjieff, Paris, Accarias L'Originel 2017.
- Exposé général de la Tradition, Paris, Dervy 2018.
- Culture Rose-croix et courants apparentés, Hyères, La Pierre philosophale 2020.
- Gurdjieff et la voie des maîtres, Hyères, La Pierre philosophale 2020.
- Folies, démons et maladies dans l'Antiquité grecque et biblique, Gorron, Dualpha 2021.
- Homosexualité, éthique et droit dans la Bible, Gorron, Dualpha 2022.
- G. I. GURDJIEFF, La Lutte des magiciens, 1914, traduction de l'anglais, "Introduction" et "Postface" par Patrick Négrier, Eragny-sur-Oise, Myosotis 2023.
- Les Transcendantaux, Platon & l'humanisme, Gorron, L'AEncre 2023.
- Hirtum, poète surréaliste, Eragny-sur-Oise, Myosotis 2023.
- Elie & Elisée, Editions KDP 2024.
- Paul de Tarse anti-christique, Editions KDP 2024.
- Gurdjieff philosophe, Editions KDP 2024.
- Territoire, voie des maîtres & révélation naturelle, Editions KDP 2024.
- De la Profanisation contemporaine, Editions KDP 2024.
- Endre Rozsda, le Temps et le Tout, Editions KDP 2024.
- 4 Surréalistes. Artaud, Mabille, Legrand & Duits, Editions KDP 2024.
- L'Art plastique de Marianne van Hirtum, Editions KDP 2024.
- L'Art de vieillir, Editions KDP 2024.
- Guerre, utopie & pédagogie. Pour un anarchisme politique doublé d'un onto-cratisme métaphysique, Editions KDP 2024.
- Comprendre. Traité d'épistémologie philosophique, Editions KDP 2024.
- Les Arbres et l'Être, Illustré de 12 dessins par l'auteur, Editions KDP 2024.
- Ontologie & anarchisme, Editions KDP 2025.
- Le Réel chez Hirtum, Editions KDP 2025.
- Être, non-agir & société. Sur les rapports entre l'Être, l'anarchisme politique, et l'exercice de la pédagogie, Editions KDP 2025.